# Virgínia Henriqueta Wagner
Virgínia Henriqueta Wagner (Lisboa, 3 de Maio de 1851/c. 1860 - Outubro de 1885/c. Outubro de 1895) foi uma música portuguesa.

## Biografia
Era filha do Professor do Conservatório Real de Lisboa Ernesto Vítor Wagner, Alemão, parente do grande Mestre Richard Wagner, e de sua mulher Leopoldina Carolina Neuparth, Judia Asquenaze Alemã.
Nesse estabelecimento tirou o seu curso de pianista, que terminou em 1868. Foi pianista muito notável.
No ano seguinte, após concurso, foi nomeada, por Decreto de 15 de Julho de 1869, Professora Ajudante de Piano do Conservatório Real, lugar que obteve por meio dum brilhante concurso. Não foi longa a sua carreira docente, visto ter sido exonerada, a seu pedido, e abandonou a carreira artística, demitindo-se do lugar, demissão que pediu, e que lhe foi concedida por Decreto de 26 de Abril de 1870, em virtude de ter casado com o Negociante Alemão Maximiano Schreck ou Maximian Schreck em Alemão (c. 1855 - c. 1920), estabelecido no Porto, onde casaram. Este acontecimento foi festejado com um interessante Concerto no Salão da Trindade, a 27 de Outubro de 1869, em que tomou parte toda a família Wagner, como que para festejar os seus desposórios. Virgínia Henriqueta Wagner executou, com acompanhamento de Orquestra, o concerto em ré menor, de Wolfgang Amadeus Mozart, e um tema com variações de Sigismond Thalberg; os dois irmãos, Eduardo Óscar Wagner e Vítor Augusto Wagner, e a irmã, executaram o primeiro trio de Felix Mendelssohn Bartholdy e o trio em dó menor, de Ludwig van Beethoven.

## Descendência
Teve uma filha e quatro filhos: 
- Ernestina Schreck (c. 1885 - c. 1955), solteira e sem geração[7]
- Maximiano Schreck (c. 1887 - c. 1952),[8] casado com Ana ... (c. 1892 - c. 1962),[9] da qual teve quatro filhos: 
  - Maria Virgínia Schreck[10]
  - Henrique Schreck[11]
  - Maximiano Schreck[12]
  - Maria Henriqueta Schreck[13]
- Hermann Schreck[14]
- Guido Schreck[15]
- Henrique Schreck[16]